# Mühlgraben Bad Liebenwerda
Der Mühlgraben Bad Liebenwerda ist ein Meliorationsgraben und orographisch linker Zufluss der Schwarzen Elster auf der Gemarkung der Stadt Bad Liebenwerda im Landkreis Elbe-Elster in Brandenburg. Er zweigt südöstlich der Kernstadt von der Schwarzen Elster ab und verläuft in nordwestlicher Richtung durch das Stadtgebiet. Ein erstes Wehr befindet sich auf der Höhe der Lausitztherme Wonnemar, ein zweites Wehr in Höhe der Bormannstraße. Auf der gegenüberliegenden Seite zweigt ein Ablauf in nördlicher Richtung ab und entwässert nordwestlich des Kurparks in die Schwarze Elster. Der Hauptarm verläuft weiter in nordöstlicher Richtung und entwässert östlich der Bahnhofstraße in die Schwarze Elster.